# Wesley Gassova
Wesley Gassova Ribeiro Teixeira (San Paolo, 5 marzo 2005) è un calciatore brasiliano, attaccante dell'Al-Nassr.

## Carriera

### Club
Wesley è entrato a far parte delle giovanili del Corinthians nel 2016. Il 12 aprile 2022 ha firmato il suo primo contratto da professionista della durata di tre anni.
Ha esordito in prima squadra il 20 aprile 2022, sostituendo Gustavo Mosquito nel secondo tempo del pareggio per 1-1 in trasferta contro il Portuguesa-RJ in Coppa del Brasile. Il suo debutto in Série A è avvenuto il 7 giugno, quando ha nuovamente sostituito Gustavo nella sconfitta esterna per 1-0 contro il Cuiabá.

### Nazionale
Ha giocato nella nazionale brasiliana Under-20, con la quale nel 2025 ha giocato 8 partite nel campionato sudamericano Under-20, che ha vinto.

## Statistiche

### Presenze e reti nei club
Statistiche aggiornate 12 dicembre 2024.
| Stagione           | Squadra            | Campionato         | Campionato | Campionato | Coppe nazionali | Coppe nazionali | Coppe nazionali | Coppe continentali | Coppe continentali | Coppe continentali | Altre coppe | Altre coppe | Altre coppe | Totale | Totale | Totale |
| Stagione           | Squadra            | Comp               | Pres       | Reti       | Comp            | Pres            | Reti            | Comp               | Pres               | Reti               | Comp        | Pres        | Reti        | Pres   | Reti   |        |
| ------------------ | ------------------ | ------------------ | ---------- | ---------- | --------------- | --------------- | --------------- | ------------------ | ------------------ | ------------------ | ----------- | ----------- | ----------- | ------ | ------ | ------ |
| 2022               | Corinthians        | A1/SP+A            | 0+2        | 0          | CB              | 2               | 0               | CL                 | 0                  | 0                  |             | -           | -           | 4      | 0      |        |
| 2023               | Corinthians        | A1/SP+A            | 1+24       | 0+1        | CB              | 2               | 0               | CL+CS              | 2+5                | 0+1                |             | -           | -           | 34     | 2      |        |
| 2024               | Corinthians        | A1/SP+A            | 11+23      | 1+2        | CB              | 5               | 1               | CS                 | 7                  | 1                  |             | -           | -           | 46     | 5      |        |
| Totale Corinthians | Totale Corinthians | Totale Corinthians | 61         | 4          |                 | 9               | 1               |                    | 14                 | 2                  |             | -           | -           | 84     | 7      |        |
| 2024-2025          | Al-Nassr           | SPL                | 2          | 0          | KC              | 2               | 0               | ACL                | 6                  | 1                  |             | -           | -           | 10     | 1      |        |
| Totale carriera    | Totale carriera    | Totale carriera    | 63         | 4          |                 | 11              | 1               |                    | 20                 | 3                  |             | -           | -           | 94     | 8      |        |

### Cronologia presenze e reti in nazionale
| Cronologia completa delle presenze e delle reti in nazionale ― Brasile under 20 | Cronologia completa delle presenze e delle reti in nazionale ― Brasile under 20 | Cronologia completa delle presenze e delle reti in nazionale ― Brasile under 20 | Cronologia completa delle presenze e delle reti in nazionale ― Brasile under 20 | Cronologia completa delle presenze e delle reti in nazionale ― Brasile under 20 | Cronologia completa delle presenze e delle reti in nazionale ― Brasile under 20 | Cronologia completa delle presenze e delle reti in nazionale ― Brasile under 20 | Cronologia completa delle presenze e delle reti in nazionale ― Brasile under 20 |
| Data                                                                            | Città                                                                           | In casa                                                                         | Risultato                                                                       | Ospiti                                                                          | Competizione                                                                    | Reti                                                                            | Note                                                                            |
| ------------------------------------------------------------------------------- | ------------------------------------------------------------------------------- | ------------------------------------------------------------------------------- | ------------------------------------------------------------------------------- | ------------------------------------------------------------------------------- | ------------------------------------------------------------------------------- | ------------------------------------------------------------------------------- | ------------------------------------------------------------------------------- |
| 5-9-2024                                                                        | Rio de Janeiro                                                                  | Brasile under 20                                                                | 2 – 1                                                                           | Messico under 20                                                                | Amichevole                                                                      | -                                                                               | 69’                                                                             |
| Totale                                                                          |                                                                                 | Presenze                                                                        | 1                                                                               |                                                                                 | Reti                                                                            | 0                                                                               |                                                                                 |

## Palmarès

### Nazionale
- Campionato sudamericano Under-20: 1

Venezuela 2025